# Tour della nazionale maschile di rugby a 15 della Nuova Zelanda 1926
Nel 1926, dopo un incontro di preparazione in patria gli All Blacks, nazionale di "rugby a 15" della Nuova Zelanda si recano in tour nel Nuovo Galles del Sud.
| Wellington 30 giugno 1926 | Wellington | 21 – 14 | Nuova Zelanda XV | Athletic Park |

| Arbitro: | A. Irivng |

|                                                                                        |           |                                                                                       |
| mete: Bowers, Crossman Ford, Sheehan trasf.: Ross c.p.: Ross 3 Calcio da Mark: Meagher | Marcatori | mete: C Brownlie, Lomas Porter, Stewart trasf.: Nicholls c.p.: Nicholls 2 Tries Tries |

| Sydney 14 luglio 1926 | A N.S.W. XV | 14 – 31 | Nuova Zelanda XV | Sydney University Oval |

| Arbitro: | A.Iriving |

|                        |           |                                                     |
| mete: Woods c.p.: Ross | Marcatori | mete: Elvy, Svenson trasf.: Nicholls c.p.: Nicholls |

| Arbitro: | G Flannery |

|  |           |                                                       |
|  | Marcatori | mete: Cooke, Svenson trasf.:Nicholls c.p.: Nicholls 2 |

| Melbourne 24 luglio 1926 | Victoria | 15 – 58 | Nuova Zelanda XV | Carlton AFL Ground |

| Arbitro: | G. Flannery |

|                                                  |           |                                                     |
| mete: Towers, Wallace c.p.: Crossman 2, Towers 3 | Marcatori | mete: Cooke, Mill 2 Robilliard 3 trasf.: Nicholls 5 |

| Auckland 4 agosto 1926 | Auckland | 6 – 11 | Nuova Zelanda XV | Eden Park |